# Pontus (provincie romană)
Pontus a fost numele uneia din provinciile Imperiului Roman în anul 120 d.Hr.  Această provincie a păstrat un nume care a fost folosit adeseori pentru a desemna regiuni însemnate ale Asiei Mici. 